# Тхай Бин (провинция)
Тхай Бин  (на виетнамски: Thái Bình) (буквално Велик мир) е виетнамска провинция разположена в регион Донг Банг Сонг Хонг в северната част на страната. Провинцията е кръстена в чест на Тихия океан, чието име на виетнамски е Тхай Бин Дуонг.
Провинцията се намира на 110 km от Ханой, на 70 km от Хайфонг и на 18 km от Нам Дин.

## Административно деление
Провинция Тхай Бин се състои от един град (Тхай Бин) и седем окръга:
- Донг Хунг
- Хунг Ха
- Киен Суонг
- Кюин Фу
- Тхай Тхуй
- Тиен Хай
- Ву Тху

## Външн препратки
- Официална страница[неработеща препратка]